# KEN☆Tackey
KEN☆Tackey（日语： kentakkī ）是由舞台劇《瀧澤演舞城》出身的日本偶像三宅健和瀧澤秀明于2018年所組成限定男子組合。同年7月18日，該組合在avex trax發行了首張單曲《逆轉LOVERS》并在Oricon公信榜獲得周榜冠軍。 KEN☆Tackey的經紀合約隸屬於傑尼斯事務所。

## 組合成員
| 姓名                             | 出生年月      | 出身地       | 血型 |
| -------------------------------- | ------------- | ------------ | ---- |
| 三宅健（／ Miyake Ken ）         | 1979年7月2日  | 日本神奈川縣 | O型  |
| 瀧澤秀明（／ Takizawa Hideaki ） | 1982年3月29日 | 日本東京都   | A型  |

## 出道單曲
《逆轉LOVERS》2018年7月18日

### 腳註
1. ↑  中文譯名參考自愛貝克思台灣官方網站。

### 出典
1. ↑  . ORICON NEWS. 2018年4月5日  [2018年8月11日]. （原始内容存档于2021年12月19日）.
2. ↑  . ORICON NEWS. 2018年7月24日  [2018年8月11日]. （原始内容存档于2021年12月19日）.
3. ↑  . Sponichi Annex. 2018-04-06  [2018-08-11]. （原始内容存档于2019-02-16）.

## 外部連結
- KEN☆Tackey （页面存档备份，存于）在愛貝克思日本上（日語）（英文）
- KEN☆Tackey （页面存档备份，存于）在愛貝克思台灣上（繁體中文）